# Fitna
El término fitna (en árabe: فِتْنَة‎, romanizado: fitna, lit. 'separación, conflicto') es una palabra de origen árabe que puede traducirse como división y guerra civil en el seno del islam. Tiene además unas connotaciones religiosas muy particulares, ya que expresa la idea de un castigo infligido por Dios a los pecadores, una prueba para los musulmanes en una situación de división de la comunidad de los creyentes. La fitna contiene un juicio negativo y una interpretación moral, ya que es deber y seña de identidad de la umma mostrarse unida y cohesionada.
Históricamente, el término se utiliza en referencia a las guerras civiles que tuvieron lugar al caer el Califato Perfecto, durante luchas de poder en el Califato de Damasco, la Revolución Abasí,  la Gran Guerra Civil Abasí, así como a la grave crisis política y la guerra civil que desembocaría en la caída del Califato de Córdoba y la creación de las llamadas taifas.

## Etimología
El término se refería originalmente al refino de metal para eliminar las escorias y distinguir el mineral malo del bueno, pero pronto se convirtió en un término religioso y escatológico, adquiriendo connotaciones de castigo, corrección, combate entre facciones y sedición.
El significado de la palabra ha generado gran confusión. Por ejemplo, la sura 8:39 del Corán puede traducirse de varias maneras: "Y combátelos hasta que no haya más oposición (fitna) y la práctica de Adoración se dedique por completo a Allah" o "Combatid contra ellos hasta que dejen de induciros a apostatar (fitna) y se rinda todo el culto a Alá."
El significado religioso del término queda ilustrado en la literatura apocalíptica por personas sometidas a un gran estrés moral y psicológico que ven comprometida su fe en el islam por ganancias terrenales o la preservación de su vida. Se les hace elegir, en ocasiones sin saber cual es el bien y cual el mal.
Según el orientalista Gilles Kepel: 

"...fitna es en ocasiones traducido como sedición, siendo el hecho de que la comunidad musulmana se halla fragmentada porque ha perdido el sentido de las proporciones y realidades, de la maslaha, queda entregada a los demonios del extremismo y va a la perdición. Es la yihad que retorna como un boomerang y debilita a la comunidad. La fitna ha sido un temor obsesivo para los ulemas desde que el Islam existe."

## Fitnas
- La Primera Fitna[3] (656–661 d. C.), la primera "guerra civil" entre Alí y los Omeyas.
- La Segunda Fitna[4] (c. 680/683-c. 685/692 d. C.), la segunda "guerra civil" entre los Omeyas y Ibn al-Zubayr.
- La Tercera Fitna[5] (744–750/752 d. C.), incluyendo las guerras civiles omeyas y la Revolución Abasí.
- La Cuarta Fitna[6] (809–827 d. C.), incluyendo las guerras civiles abásidas y otros conflictos regionales.
- La Fitna de al-Ándalus (1009–1031 d. C.), en el Califato de Córdoba.

### La Fitna de Al-Ándalus
La fitna comenzó en 1009 con un levantamiento popular y un golpe de Estado que supuso el asesinato de Abderramán Sanchuelo, hijo de Almanzor, la deposición de Hisham II y el ascenso al poder de Muhámmad ibn Hisham ibn Abd al-Yabbar, bisnieto de Abderramán III.
A lo largo del conflicto, los diversos contendientes llamaron en su ayuda a los reinos cristianos. Córdoba y sus arrabales fueron saqueados repetidas veces, y sus monumentos, entre ellos el Alcázar y Medina Azahara, destruidos. La capital llegó a trasladarse temporalmente a Málaga. En poco más de veinte años se sucedieron 10 califas distintos (entre ellos Hisham II restaurado), pertenecientes tres de ellos a una dinastía distinta de la Omeya, la hammudí:
- Muhámmad II (1009)
- Sulaimán al-Mustaín (1009 y 1013-1016)
- Hisham II (segunda vez: 1010-1013)
- Alí ben Hamud al-Násir (1016-1018)
- Abderramán IV (1018)
- Al-Qásim al-Mamún (1018-1021 y 1023)
- Yahya al-Muhtal (1021-1023 y 1025-1026)
- Abderramán V (1023-1024)
- Muhámmad III (1024-1025)
- Hisham III (1027-1031)

En medio de un desorden total se independizaron paulatinamente las taifas de Almería, Murcia, Alpuente, Arcos, Badajoz, Carmona, Denia, Granada, Huelva, Morón, Silves, Toledo, Tortosa, Valencia y Zaragoza. El último califa, Hisham III, fue depuesto en 1031, y se proclamó en Córdoba la conocida como República de Córdoba. Para entonces todas las coras (provincias) de al-Ándalus que aún no se habían independizado se proclamaron independientes, bajo la regencia de clanes árabes, bereberes o eslavos.